# Estado de Aweil Oriental
Aweil Oriental (en inglés: Aweil East), también conocido como Abiem, fue un estado de Sudán del Sur que existió entre el 2 de octubre de 2015 y el 22 de febrero de 2020. Tenía una población estimada de 571 728 personas y una superficie de 6 172.23 km cuadrados. Estaba ubicado en el noroeste de Sudán del Sur. Su capital y ciudad más grande fue Wanjok. El estado estaba ubicado en la región de Bar el Gazal y limitaba con los estados de Twic y de Gogrial al este, el estado de Aweil al sur, el estado de Lol al oeste, la región en disputada de Abyei al noreste y Sudán al norte.

## Historia
El estado existió inicialmente como el condado de Aweil Oriental cuando Aweil obtuvo su categoría de estado a partir de Wau en 1994, según Sudán. El 2 de octubre de 2015, el presidente Salva Kiir emitió un decreto creando 28 estados en lugar de los 10 estados establecidos constitucionalmente. Los nuevos estados seguían en gran parte líneas étnicas. Varios partidos de oposición y grupos de la sociedad civil impugnaron la constitucionalidad del decreto. Kiir luego resolvió llevarlo al parlamento para su aprobación como enmienda constitucional. En noviembre, el parlamento de Sudán del Sur autorizó al presidente Kiir a crear nuevos estados.
Deng Deng Akuei fue nombrado gobernador el 24 de diciembre.

### Apodos
El estado recibió el sobrenombre de El hogar de la paz, porque las comunidades de Abiem y el vecino Sudán hacen la paz por sí mismas.

## Geografía
El estado estaba ubicado en la región de Bar el Gazal con una población estimada de 571 728 y limitaba con el estado de Twic y el estado de Gogrial al este, el estado de Aweil al sur, el estado de Lol al oeste, la región disputada de Abyei al noreste y Sudán al norte.

### Divisiones administrativas
Después de que se formó Aweil Oriental, el estado se dividió en ocho condados separados. Estos ocho condados eran Wunlang, Malualbaai, Warguet, Yargot, Madhol, Mangok, Baac, Mangar-Tong, Rialdit, Manyiel, Riang-Maal, Mangok-Lou y Warlang. Además de los 5 condados, también constaba del municipio de Malualkon y Majok Yinh Thiou.

### Malualkon
Malualkon era la ciudad capital de Aweil Oriental. Comprendía a Wanyjok, Machar Mou, Mabil, Pan Apuoth, Kanajak, Paroot, Majak Ajuong, Majak Akoon, Riang Tab y Malualkon. La radio Wer Bei que transmite la palabra de Dios se encuentra al noreste de la ciudad y la radio FM Nhomlau estacionada en Malualkon al este. Debido a su proximidad con el sur y el oeste de Kordofan, los productos comerciales de Sudán llegan a través de Abyei (ubicación fronteriza de Akong) y Majokyinthiou a través de la localidad de Merem y luego abastecen los mercados en los otros estados hermanos de Lol y Aweil.